# 西周惠公
西周惠公，姓姬，名朝，一名宰，是战国西周的第三任君主，為西周威公之子。
周顯王二年（前367年），西周威公死後，子惠公繼位，威公少子班（《韓非子》名根，《紀年》名傑）與其爭立，後來趙國、韓國出兵干涉，將周國一分為二，建立东周国，少子班即东周惠公。
西周惠公死後由其子西周武公繼位。
| 前任： 西周威公 | 战国西周君主 前366年—？ | 繼任： 西周武公 |